# Ayacucho megye (Peru)
Ayacucho megye Peru egyik megyéje, az ország déli részén található. Székhelye Ayacucho.

## Földrajz
Ayacucho megye Peru déli részén helyezkedik el. Domborzata az Andok vonulatai miatt igen változatos, megtalálhatók itt mély folyóvölgyek (Apurímac, Pampas, Mantaro) éppúgy, mint hullámos felszínű pampák, fennsíkok. A megye északon Junín, keleten Cusco és Apurímac, délen Arequipa, nyugaton pedig Ica és Huancavelica megyével határos.

### Tartományai
A megye 11 tartományra van osztva:
- Cangallo
- Huamanga
- Huancasancos
- Huanta
- La Mar
- Lucanas
- Parinacochas
- Páucar del Sara Sara
- Sucre
- Víctor Fajardo
- Vilcashuamán

## Népesség
A megye népessége a közelmúltban majdnem folyamatosan növekedett:
| Év   | Lakosság |
| ---- | -------- |
| 1940 | 358 991  |
| 1961 | 410 772  |
| 1972 | 457 441  |
| 1981 | 503 392  |
| 1993 | 492 507  |
| 2007 | 612 489* |

*Megjegyzés: 2007-ben a Huamanga tartománybeli Carmen Alto körzet helyhatóságai nem engedték elvégezni a népszámlálást, így ez az érték a körzet lakosságát nem tartalmazza.

## Képek

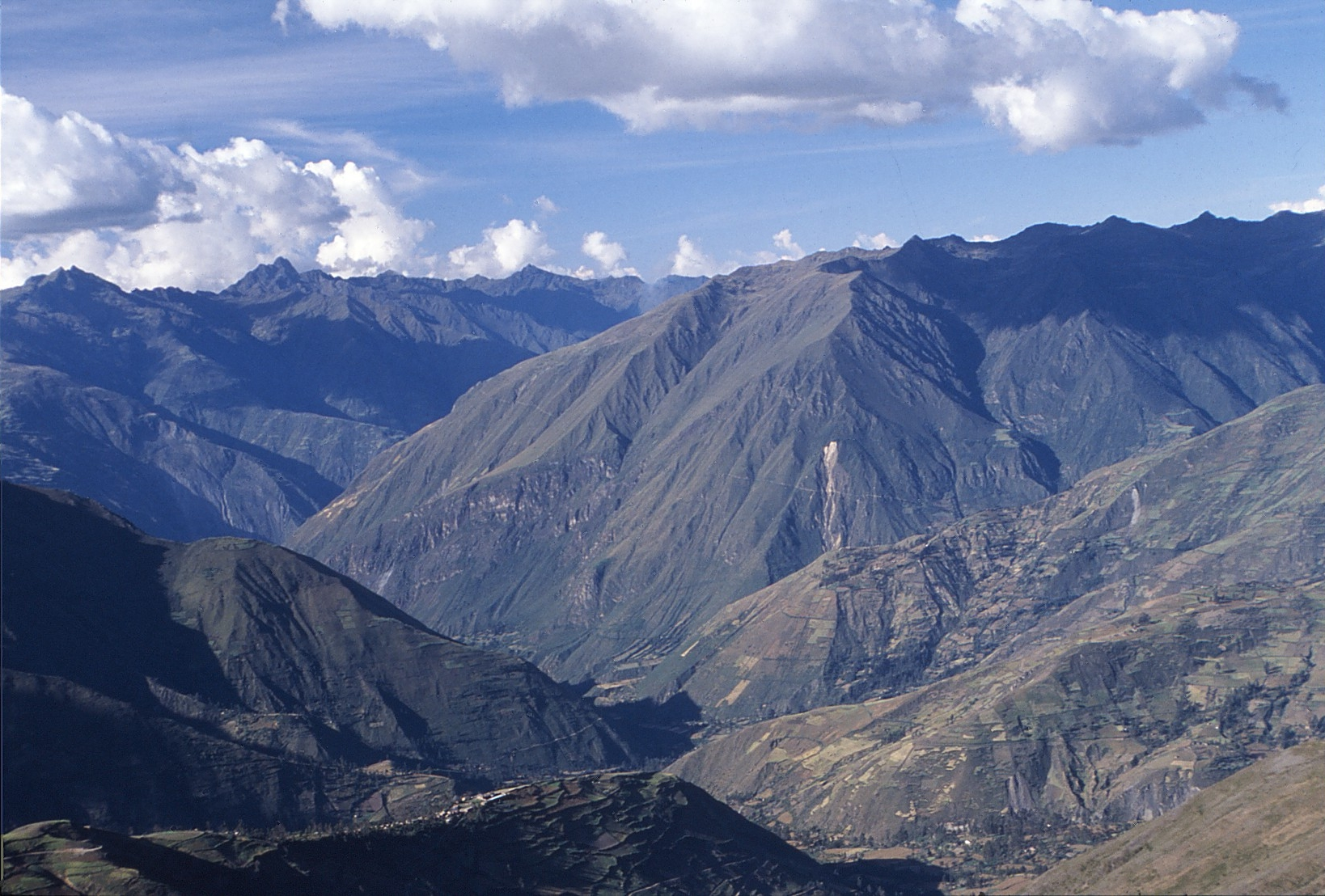
Tájkép
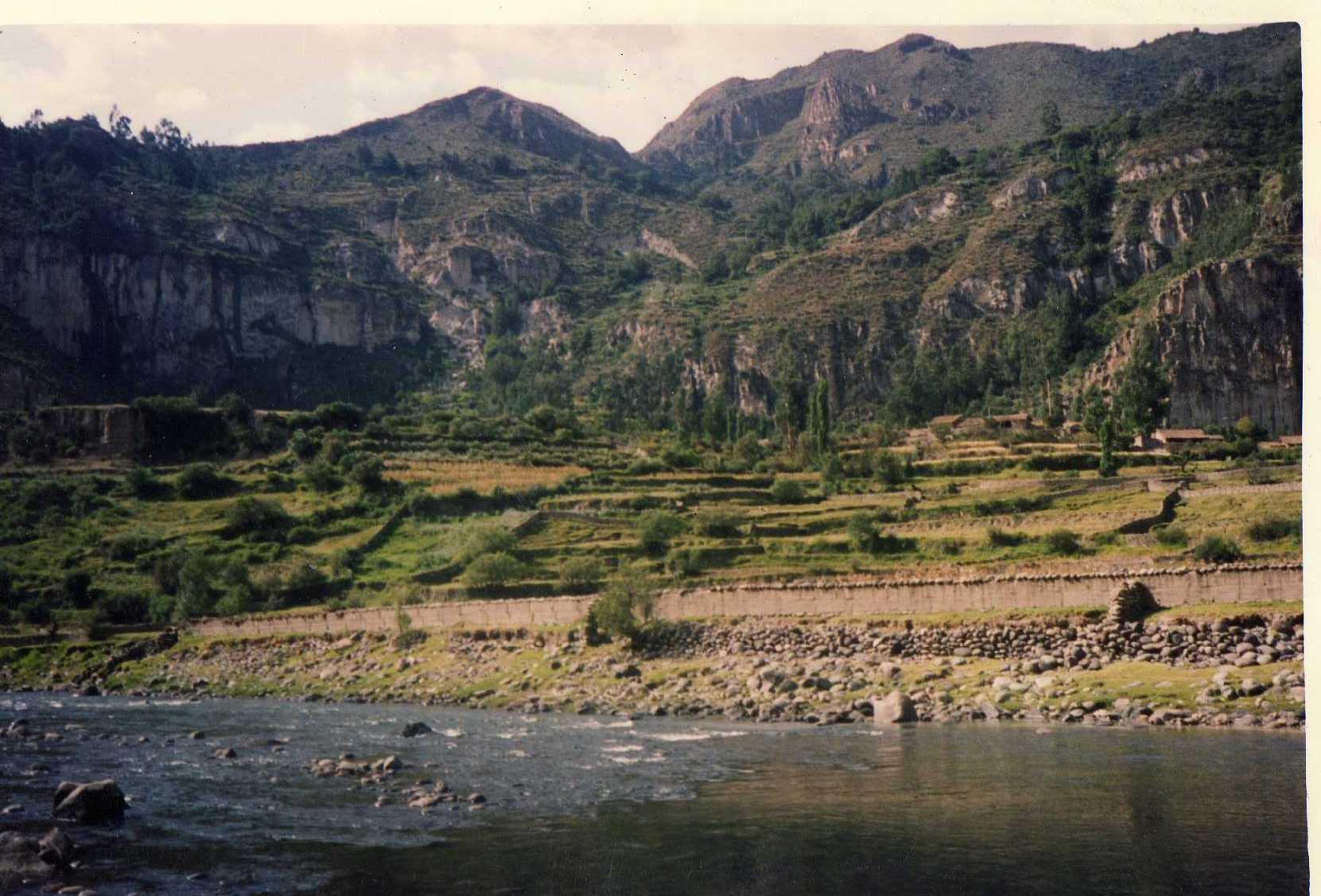
A Sondondo folyó
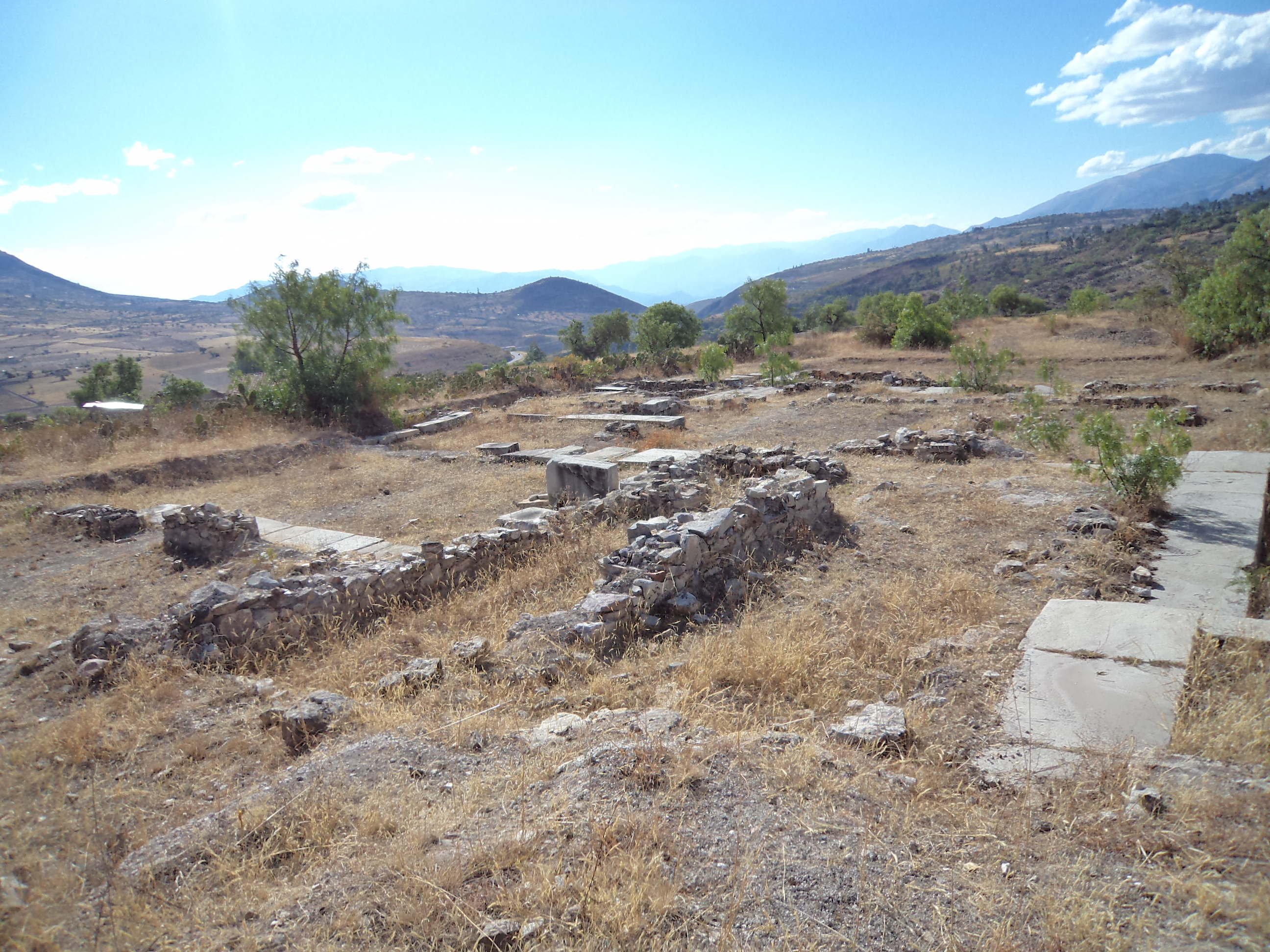
A Mayarniyuq régészeti lelőhely
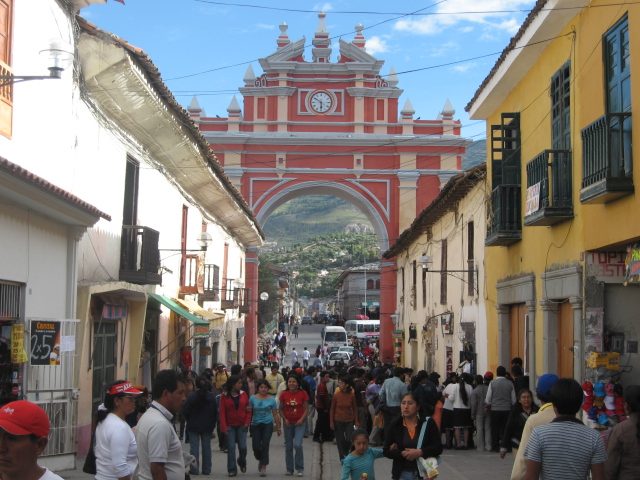
Utcakép Ayacucho városából